# Bryn Evans
Pour les articles homonymes, voir Evans.

a Compétitions nationales et continentales officielles uniquement.

b Matchs officiels uniquement.
Dernière mise à jour le 14 avril 2025.
Bryn Robert Evans, né le 28 octobre 1984 est un joueur néo-zélandais de rugby à XV évoluant aux postes de deuxième ligne ou troisième ligne aile. Il est international néo-zélandais. Il est le frère aîné de Gareth Evans, également international néo-zélandais de rugby à XV.

## Biographie
En 2020, il retourne en Nouvelle-Zélande au sein de l'équipe de Hawke's Bay. En décembre 2020, il est retenu dans l'effectif des Highlanders pour disputer la saison 2021 de Super Rugby.
Bryn Evans devient le All Black no 1090 en juin 2009 contre la France, équipe contre laquelle il obtient ses deux sélections.